# Ielena Godina
Ielena Mikhaïlovna Godina (en russe : Елена Михайловна Година) est une ancienne joueuse de volley-ball russe née le 17 septembre 1977 à Sverdlovsk (aujourd'hui Iekaterinbourg). Elle mesure 1,96 m et jouait au poste de réceptionneuse-attaquante. Elle a totalisé 255 sélections en équipe de Russie.

## Biographie
Avec l'équipe de Russie de volley-ball féminin, elle est médaillée d'argent olympique en 2000 à Sydney.

## Clubs
| Club                       | De        | À         |
| -------------------------- | --------- | --------- |
| Ouralotchka Iekaterinbourg | 1991-1992 | 1996-1997 |
| OK Dubrovnik               | 1997-1998 | 1997-1998 |
| NEC Red Rockets            | 1998-1999 | 1998-1999 |
| Ouralotchka Iekaterinbourg | 1999-2000 | 2000-2001 |
| Eczacıbaşı İstanbul        | 2001-2002 | 2001-2002 |
| Club Voleibol Tenerife     | 2003-2004 | 2003-2004 |
| Dinamo Moscou              | 2004-2005 | 2004-2005 |
| Chieri Volley              | 2005-2006 | 2005-2006 |
| Dinamo Moscou              | 2005-2006 | 2010-2011 |

## Palmarès

### Équipe nationale
- Jeux olympiques
  -  2000 à Sydney.
- Championnat du monde
  - Vainqueur : 2006
- Championnat d'Europe
  - Vainqueur : 1997, 1999, 2001
- Grand Prix mondial
  - Vainqueur : 1997, 1999, 2002
  - Finaliste : 1998, 2000, 2006
- World Grand Champions Cup
  - Vainqueur : 1997
  - Finaliste : 2001
- Coupe du monde
  - Finaliste : 1999

### Clubs
- Ligue des champions
  - Vainqueur : 1994, 1995, 1998, 2004
  - Finaliste : 2007
- Championnat de Russie
  - Vainqueur : 1997, 1998, 1999, 2000, 2006, 2007
- Coupe de Russie
  - Vainqueur : 2009.
- Championnat de Croatie
  - Vainqueur : 1998.
- Coupe de Croatie
  - Vainqueur : 1997.
- Championnat de Turquie
  - Vainqueur :  2002.
- Coupe de Turquie
  - Vainqueur :  2002.
- Championnat d'Espagne
  - Vainqueur : 2004, 2005
- Coupe d'Espagne
  - Vainqueur :  2004, 2005
- Supercoupe d'Espagne
  - Vainqueur : 2003, 2004

### Distinctions individuelles
- Championnat du monde féminin de volley-ball des moins de 20 ans 1995: Meilleure contreuse.
- Grand Prix mondial de volley-ball 1999 : Meilleure contreuse.
- Ligue des champions de volley-ball féminin 2003-2004 : MVP[1].
- Championnat d'Europe de volley-ball féminin 2005 : Meilleure attaquante[2].
- Coupe de la CEV féminine 2006 : Meilleure serveuse[3].
- Championnat du monde de volley-ball féminin 2006 : Meilleure serveuse.